# Geoffrey Marcy
Geoffrey W. Marcy, född 29 september 1954 i St. Clair Shores, Michigan, är en amerikansk astronom. Han känd för att ha upptäckt fler exoplaneter än någon annan. Tillsammans med astronomerna R. Paul Butler och Debra Fischer har han upptäckt 70 av de första 100 kända exoplaneterna. 
Marcy var professor i astronomi vid University of California, Berkeley fram till oktober 2015. Han avgick efter att en utredning av universitetet fastställt att han under många år varit skyldig till sexuella trakasserier.
Marcy bekräftade Michel Mayors och Didier Queloz upptäckt av den första exoplanet som kretsar kring den solliknande stjärnan 51 Pegasi. Andra framgångar har bland annat varit att upptäcka det första flerplanetsystemet runt en stjärna som liknar vår egen (Ypsilon Andromedae), den första transitplaneten runt en annan stjärna (HD 209458 b), den första exoplaneten som kretsar längre ut än fem astronomiska enheter från sin stjärna, (55 Cancri d), samt de första Neptunusstora planeterna (Gliese 436 b och 55 Cancri e).